# Lazzara Ledge
Die Lazzara Ledge ist ein 1900 m hoher und abgeflachter Bergrücken im ostantarktischen Viktorialand. Sie liegt nordöstlich des Mount Dragovan in den Apocalypse Peaks inmitten der Wasserscheide zwischen dem Haselton-Gletscher und dem Wreath Valley.
Das Advisory Committee on Antarctic Names benannte sie 2005 nach Matthew A. Lazzara vom United States Antarctic Program, der zwischen 1994 und 2004 im Rahmen meteorologischer Untersuchungen im Umfeld der McMurdo-Station und anderen antarktischen Regionen tätig war.